# Thomas Beecham (industrieel)
Thomas Beecham (Curbridge (Oxfordshire), 3 december 1820 – Southport (Merseyside), 6 april 1907) was een Brits apotheker en fabrikant, oprichter van een bedrijf in de farmaceutische industrie. De dirigent Sir Thomas Beecham (1879-1961) was zijn kleinzoon. 
Beecham was van eenvoudige komaf en groeide op in een gezin met zes kinderen. Hij liep maar een jaar school in de lokale dorpsschool, daarna werd hij aan het werk gezet als schaapsherder. Hij bekwaamde zichzelf in de plantengeneeskunde en verkocht zijn producten op de lokale markten. In 1847 vertrok hij naar het noorden van Engeland en drie jaar later vestigde hij zich in Wigan als apotheker, drogist en verkoper van thee. Hij verhuisde naar St. Helens (Merseyside) en begon zijn geneesmiddelen via postorder te verkopen. Hij liet een fabriek bouwen waar de medicijnen en verpakkingen op industriële wijze werden gemaakt. Zijn zoon Joseph was intussen in de zaak gekomen en samen werkten ze aan de internationale expansie van Beecham's Pills (onderdeel van het latere GlaxoSmithKline). In 1888 werd een productie-eenheid in de Verenigde Staten geopend. Het bedrijf floreerde, onder andere door een agressieve stijl van adverteren. In 1895 trok hij zich officieel terug uit het bedrijf, maar hij bleef er actief tot zijn dood in 1907. Onder zijn zoon Joseph werd de expansie verder gezet. 